# 塩味饅頭
塩味饅頭（しおみまんじゅう）は、兵庫県で製造・販売される和菓子（饅頭）。赤穂市の名産品とされる。

## 特徴
皮は落雁と類似しており、小豆の餡（こしあん）に、かつて赤穂の名産品であった塩の風味を加えたものである。甘味と塩味の調合が大塚製薬のポカリスエットの開発の参考にもなった。

## 名称
塩味饅頭(播磨屋の商標登録)の他、 鹽味饅頭、塩味まんじゅう、しほみ饅頭、志ほみ饅頭、志ほ味饅頭、汐見饅頭、汐ほみ饅頭などの呼称がある。

## 歴史
発祥は江戸時代にさかのぼる。
元禄の頃より、赤穂の歴代藩主は茶の湯に造詣の深い人物であったため、塩をかくし味に使った「赤穂まんじゅう」は、京洛の宮家や江戸の将軍家への献上菓子に用いられていた。
義士の討ち入り後は、江戸では「義士まんじゅう」「大石まんじゅう」ともて囃され、天保の時代になって、江戸で名人といわれていた江戸屋藤治郎、平兵衛の父子が赤穂にまねかれ 「赤穂まんじゅう」を改良、真っ白な落雁風の皮と、中に入るあんにひと塩を加えた現在の「しほみ饅頭」が完成したと云われている。(総本家かん川) 
また、赤穂に塩味饅頭の製造本店を置く元祖播磨屋の記録によると、嘉永6年（1853年）当時の当主であった時三郎が、赤穂の海に沈む半円の美しい夕日の情景に感銘を受け、赤穂の純白の塩と白砂糖と寒梅粉で『汐見まん志う』を創製したのが始まりとされ、そののち、赤穂藩の進言もあって塩味饅頭と改名、代々の赤穂藩主が赤穂の土産として徳川将軍家に献上、茶席などの菓子として賞賛されたとされる。

## 赤穂市内に製造・本店を置く塩味饅頭　銘菓銘店
- 元祖 播磨屋
- 総本家かん川
- (株)かん川本舗
- 三島屋・三島製菓(株)
- 宮崎蜜月堂
- 巴屋本舗
- 潮見堂本店
- 岩佐屋
- かみや製菓本舗

※順不同